# CHRNA9
CHRNA9 (англ. Cholinergic receptor nicotinic alpha 9 subunit) – білок, який кодується однойменним геном, розташованим у людей на короткому плечі 4-ї хромосоми. Довжина поліпептидного ланцюга білка становить 479 амінокислот, а молекулярна маса — 54 807.
| 10         |  | 20         |  | 30         |  | 40         |  | 50         |
| ---------- |  | ---------- |  | ---------- |  | ---------- |  | ---------- |
| MNWSHSCISF |  | CWIYFAASRL |  | RAAETADGKY |  | AQKLFNDLFE |  | DYSNALRPVE |
| DTDKVLNVTL |  | QITLSQIKDM |  | DERNQILTAY |  | LWIRQIWHDA |  | YLTWDRDQYD |
| GLDSIRIPSD |  | LVWRPDIVLY |  | NKADDESSEP |  | VNTNVVLRYD |  | GLITWDAPAI |
| TKSSCVVDVT |  | YFPFDNQQCN |  | LTFGSWTYNG |  | NQVDIFNALD |  | SGDLSDFIED |
| VEWEVHGMPA |  | VKNVISYGCC |  | SEPYPDVTFT |  | LLLKRRSSFY |  | IVNLLIPCVL |
| ISFLAPLSFY |  | LPAASGEKVS |  | LGVTILLAMT |  | VFQLMVAEIM |  | PASENVPLIG |
| KYYIATMALI |  | TASTALTIMV |  | MNIHFCGAEA |  | RPVPHWARVV |  | ILKYMSRVLF |
| VYDVGESCLS |  | PHHSRERDHL |  | TKVYSKLPES |  | NLKAARNKDL |  | SRKKDMNKRL |
| KNDLGCQGKN |  | PQEAESYCAQ |  | YKVLTRNIEY |  | IAKCLKDHKA |  | TNSKGSEWKK |
| VAKVIDRFFM |  | WIFFIMVFVM |  | TILIIARAD  |  |            |  |            |

A: Аланін

C: Цистеїн

D: Аспарагінова кислота

E: Глутамінова кислота

F: Фенілаланін

G: Гліцин

H: Гістидин

I: Ізолейцин

K: Лізин

L: Лейцин

M: Метіонін

N: Аспарагін

P: Пролін

Q: Глутамін

R: Аргінін

S: Серин

T: Треонін

V: Валін

W: Триптофан

Кодований геном білок за функціями належить до рецепторів, іонних каналів. 
Задіяний у таких біологічних процесах як транспорт іонів, транспорт, транспорт кальцію, поліморфізм. 
Білок має сайт для зв'язування з іоном кальцію. 
Локалізований у клітинній мембрані, мембрані, клітинних контактах, синапсах.